# Basilika Santa Giustina

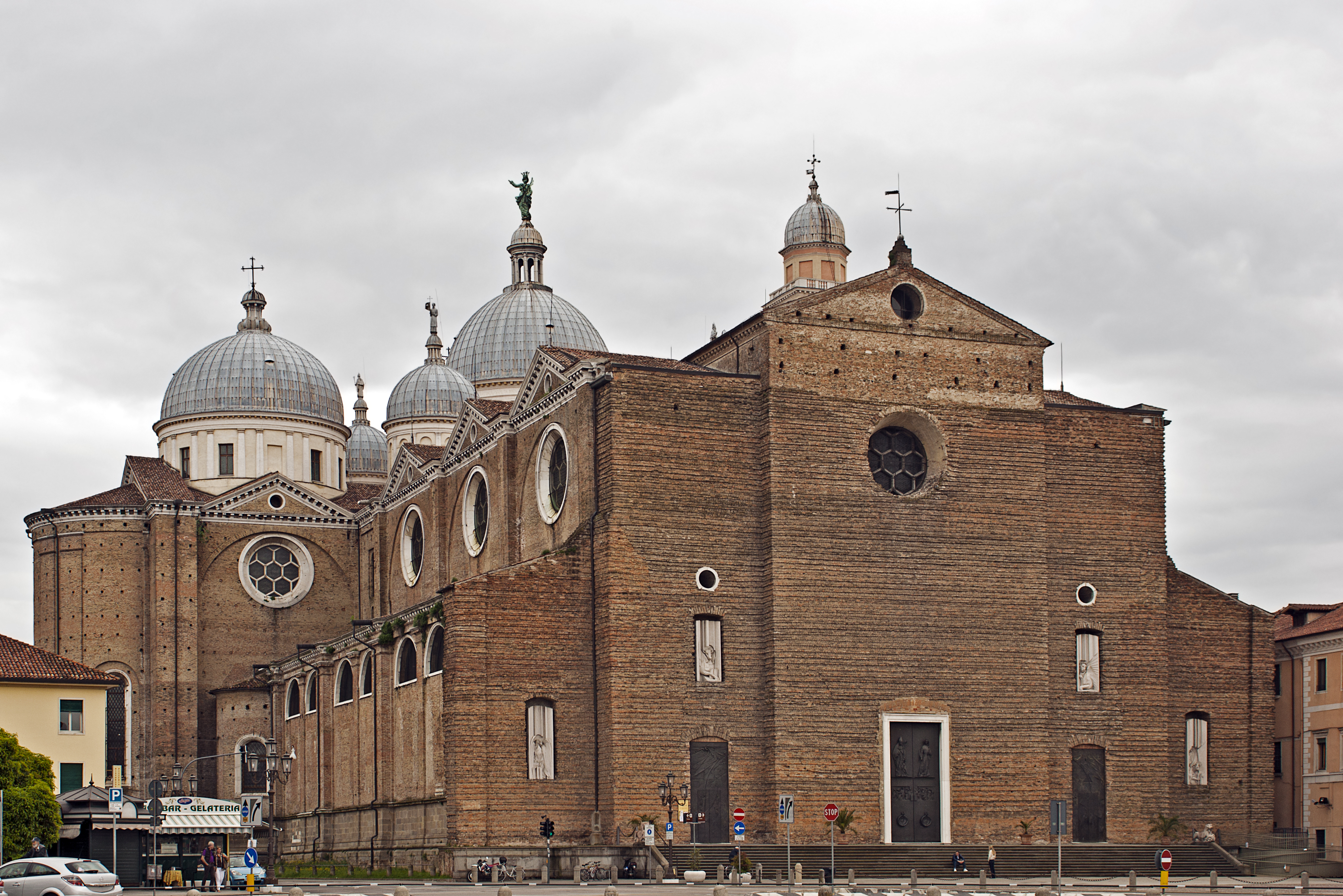
Justina-Basilika von Westen

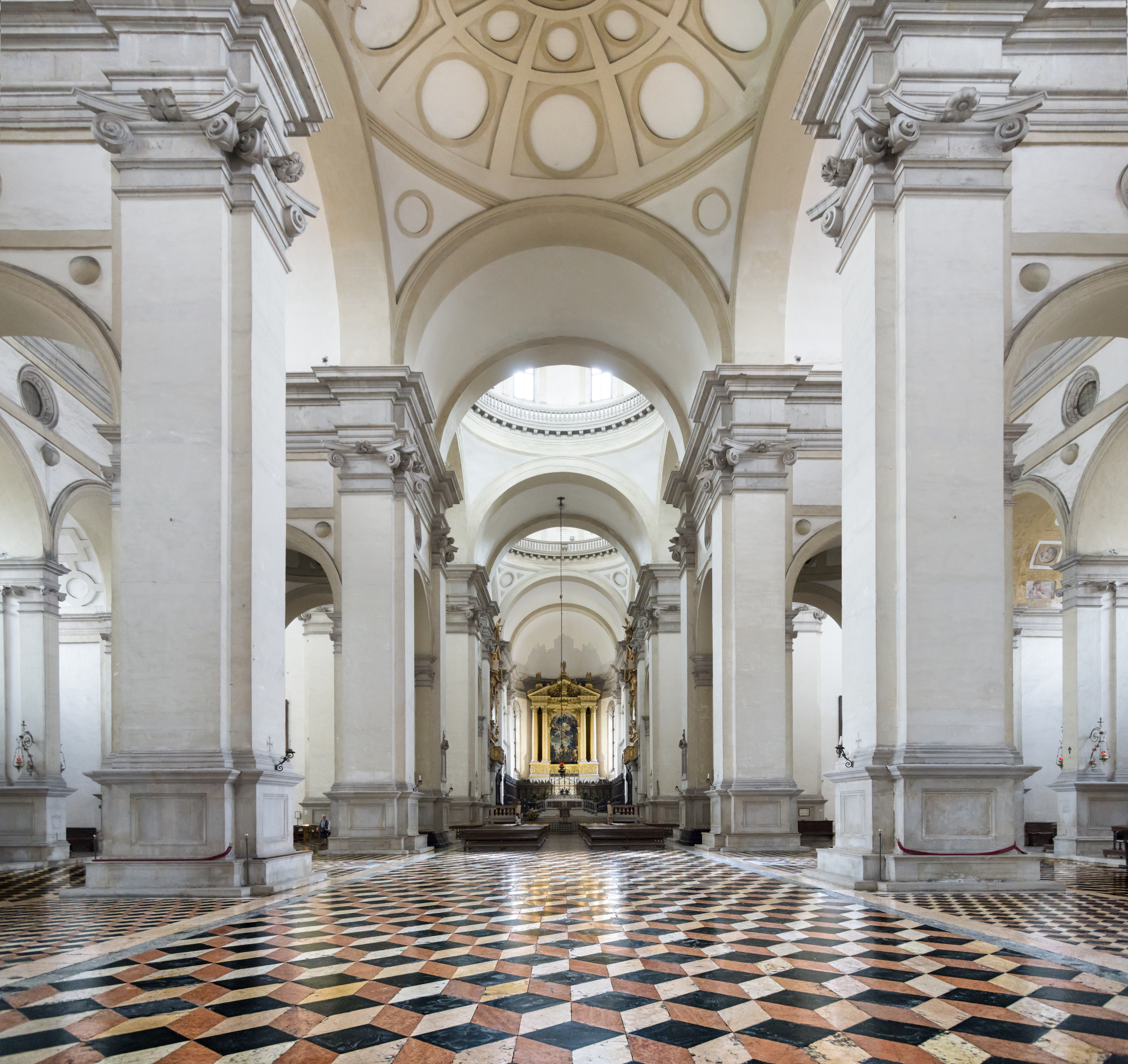
Inneres

Die römisch-katholische Basilika Santa Giustina liegt im historischen Stadtzentrum Paduas am Prato della Valle in der Nähe der Basilika des Heiligen Antonius. Sie ist die Abteikirche eines bedeutenden Benediktinerklosters und hat den Rang einer Basilica minor. Sie gehört zu den größten Kirchen der Welt, ist die größte Renaissancekirche des Veneto und ist als Nationaldenkmal geschützt.

## Geschichte

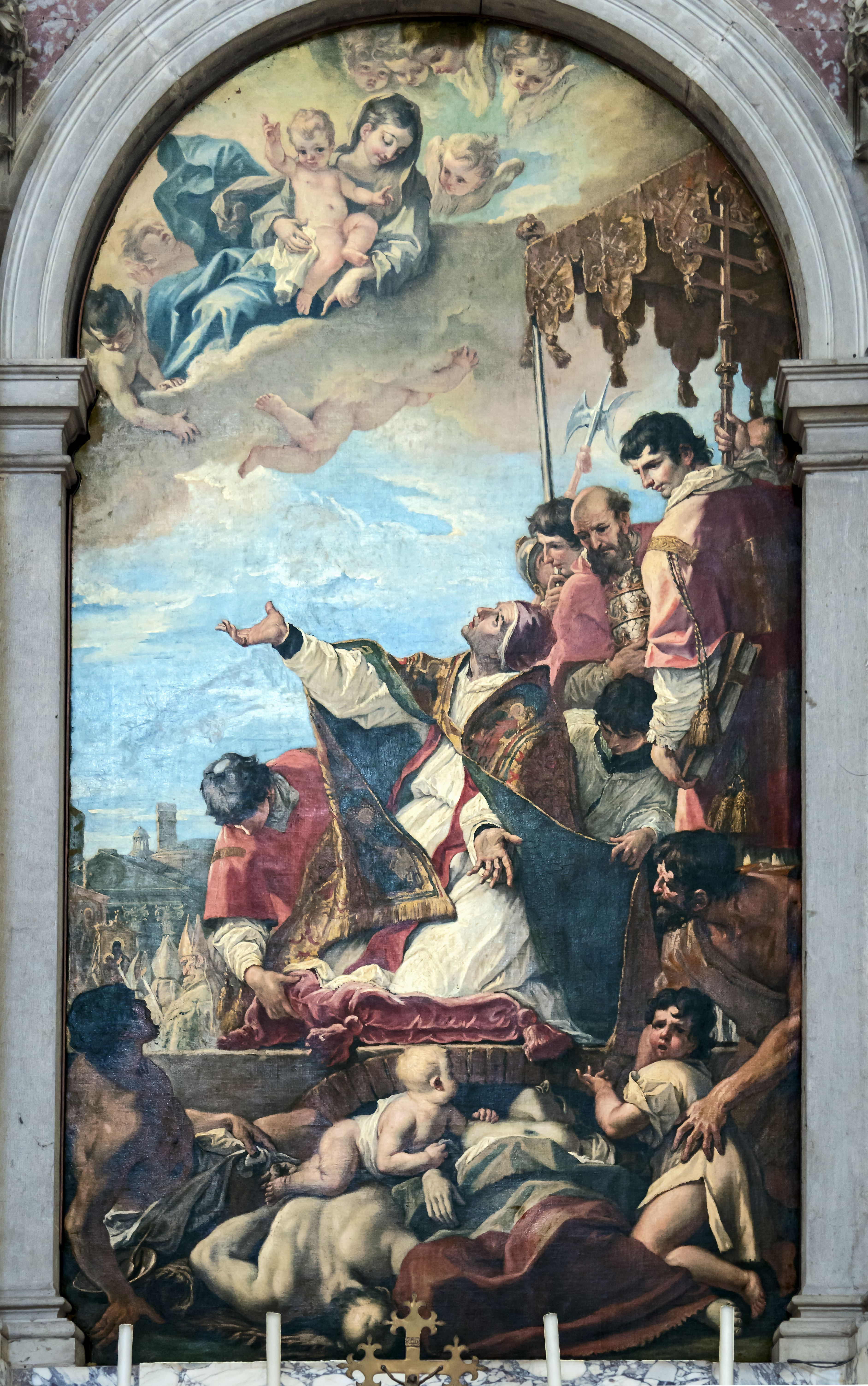
Sebastiano Ricci: Papst Gregor bittet die Jungfrau Maria um das Ende der Pest

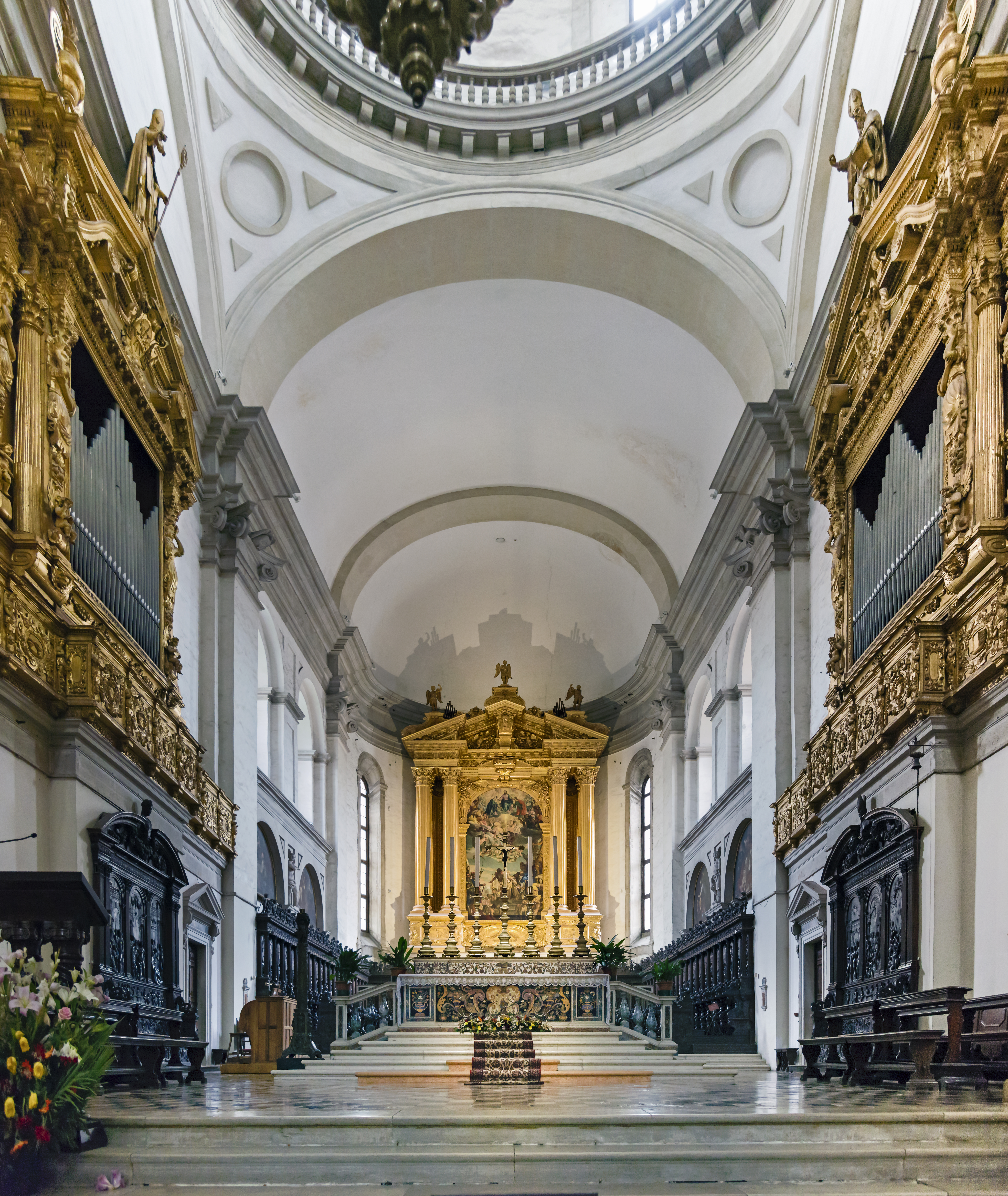
Paolo Veronese: Martyrium der Heiligen Justina

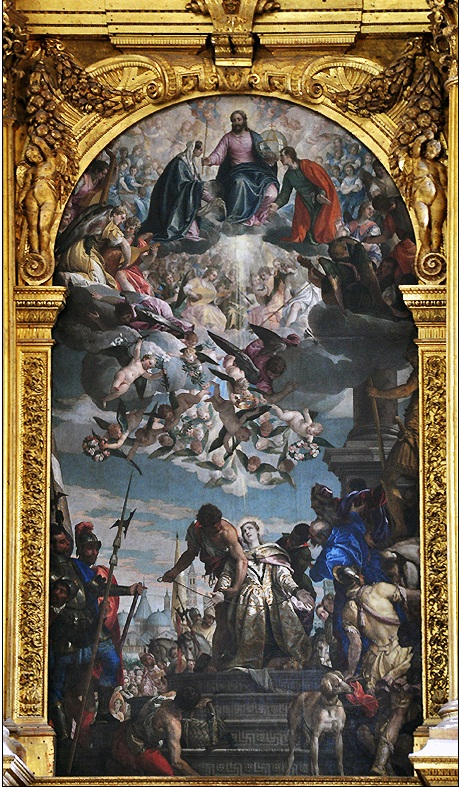
Hochaltar. Das Gemälde von Veronese zeigt das Martyrium der hl. Justina

Die heilige Justina von Padua wurde nach der Legende im Jahr 304 als 16-jähriges Mädchen unter Kaiser Diokletian wegen ihres Glaubens hingerichtet. Opilione, wohl Präfekt zur Zeit Theoderichs des Großen, ließ im 5. Jahrhundert die erste der heiligen Justina gewidmete Kirche auf ihrem Grab errichten. Von diesem Vorgängerbau ist noch die Grabkapelle mit dem Grabaltar des heiligen Prosdocimus, des ersten Bischofs von Padua, als ältestes frühchristliches Monument Paduas erhalten. Bereits Venantius Fortunatus (um 600) erwähnt die Justinakirche von Padua als Wallfahrtsziel.
Wahrscheinlich im 10. Jahrhundert wurde bei der Kirche eine Benediktinerabtei gegründet. Ein romanischer Neubau der Abteikirche entstand 1119–1123 nach einem Erdbeben und wurde später erweitert. Im 15. Jahrhundert war Santa Giustina unter Abt Ludovico Barbo, einem der Mitbegründer des Stiftes der Regularkanoniker von San Giorgio in Alga, Ausgangspunkt einer Reformbewegung innerhalb des Benediktinerordens, der Kongregation von Santa Giustina.
Ende des 16. Jahrhunderts wurden die alten Gebäude abgerissen und bis zum Jahr 1600 durch die heutige Renaissance-Anlage mit fünf Kreuzgängen ersetzt. Erhalten blieben lediglich die Cappella San Luca (1301) und der alte Chor (1462), außerdem zwei Greifen auf den Treppenstufen (13. Jahrhundert) sowie einige Skulpturen und Ausstattungsgegenstände.
Unter napoleonischer Herrschaft wurde die Abtei 1810 aufgehoben und die Konventsgebäude in Kasernen umgewandelt. Seitdem befindet sich das berühmte Altarbild des heiligen Lukas aus der gleichnamigen Kapelle von Andrea Mantegna in der Pinacoteca di Brera in Mailand. 1919 wurde das Kloster der Benediktiner neu gegründet. Ein Teil der Gebäude beherbergt seitdem wieder eine Benediktinerabtei. Derzeitiger Abt von Santa Giustina ist Don Giulio Pagnoni.
Beim Erdbeben vom 29. Mai 2012 entstanden Schäden in der Kapelle des Evangelisten Lukas neben der linken Apsis. Im Dezember 2023 fand in der Basilika der Trauergottesdienst für Giulia Cecchettin statt, die wenige Wochen zuvor von ihrem Freund ermordet worden war. Ihre Tötung hatte in Italien landesweit für Aufsehen gesorgt.

## Architektur
Die heutige Kirche aus dem 16. Jahrhundert wurde u. a. unter den Architekten Andrea Briosco und Matteo da Valle erbaut. Sie gehört mit einer Länge von 122,5 m zu den größten Kirchen der Welt (11. Stelle nach Bodenmarkierungen des Petersdoms). Die quasi fünfschiffige Basilika – die Außenschiffe sind in Kapellen unterteilt – hat den Grundriss eines lateinischen Kreuzes. Die Kirche bedecken acht Kuppeln, vier große und vier kleine Kuppeln. Auf der mittleren höchsten Tambourkuppel steht eine Kupferstatue der heiligen Justina, der Schutzpatronin Paduas. Auf den kleineren Nebenkuppeln stehen mit Blei verkleidete Statuen der heiligen Prosdocimus, Benedikt, Arnold von Padua (1185–1255), Abt der Kirche, Daniel. Die unvollendete Fassade ist mit den Symbolen der vier Evangelisten geschmückt. Der 82 m hohe Turm trägt sieben Glocken aus dem 18. Jahrhundert, deren schwerste 2,5 Tonnen wiegt.

## Ausstattung
Der Kirchenraum ist durch den Lichteinfall der zahlreichen Kuppeln hell und weiß mit strenger Architektur der grau abgesetzten Bögen. Mittelpunkt ist die quadratische überkuppelte Vierung, an deren vier Seiten sich Tonnengewölbe im Stil venezianischer Kreuzkuppelkirchen der Renaissance anschließen. In der Kirche befinden sich 26 überwiegend mit venezianischer Malerei des 17. Jahrhunderts ausgestattete Kapellen und Altarräume, davon jeweils 7 zu Ehren benediktinischer Heiliger paarweise im rechten und linken Seitenschiff.
Die Kapellen des linken Seitenschiffs sind, beginnend vom Eingang dem heiligen Jakobus, Sohn des Alphäus, Gregor dem Großen, mit dem Sebastiano Ricci zugeschriebenen Altarbild aus dem Jahr 1700 mit der Fürbitte Papst Gregors des Großen bei Maria für das Ende der Pest gewidmet. Auf dem Altarbild der dritten Kapelle links, die dem heiligen Daniel von Padua, der Legende nach Diakon des heiligen Prosdocimus, gewidmet ist, befindet sich ein signiertes Werk Antonio Zanchis (1677) Märtyrertod des heiligen Daniel von Padua. In der vierten, dem heiligen Placidus geweihten Kapelle, hat Luca Giordano 1676 das Martyrium des heiligen Placidus und seiner Gefährten dargestellt, die fünfte ist dem heiligen Maurus gewidmet.
Die angeblichen Gebeine des Evangelisten Lukas, des Paulusbegleiters, kamen am 3. März 357 nach Konstantinopel, danach wohl im 12. Jahrhundert nach Padua, wo sie seit 1562 in der Basilika Santa Giustina in einem kostbaren Sarkophag mit Seiten aus Alabaster von grünem Porphyr umrahmt im linken Querschiff ehrenvoll bestattet sind.
In der dem Evangelisten Lukas gewidmeten Kapelle befindet sich das Grab der ersten Frau, die einen Doktortitel erwarb, Elena Lucrezia Cornaro Piscopia.
Höhepunkt der Kirchenausstattung ist das 1575 vollendete Gemälde Martyrium der heiligen Justina von Paolo Veronese in der Hauptchorkapelle, in deren Altar sich die sterblichen Überreste der Heiligen befinden.
Der Altar der Kapelle vom Heiligsten Sakrament im Chor stammt aus dem Jahre 1674 von Giuseppe Sardi. Ihn schmücken zwei große Engel von Giusto Le Court. Die Fresken der Kapelle wurden 1700 von Sebastiano Ricci gefertigt. Der schöne Marmorfußboden wurde 1608 bis 1615 aus gelbem und rosa Marmor aus Verona verlegt.
Der 1564 erbaute Gang der Märtyrer verbindet die Kapelle des heiligen Prosdocimus mit der heutigen Kirche. In ihm sind Reste der frühchristlichen Kirche aus dem 5. und 6. Jahrhundert zu sehen.

### Orgel
Die Orgel wurde 1926 bis 1928 von dem Orgelbauer Annibale Pugina aus zwei vorhandenen Instrumenten geschaffen. Das Instrument wurde im Jahr 1931 von Pugina und 1973 von dem Orgelbauer Francesco Michelotto erweitert. Die Orgel hat 72 Register auf vier Manualen und zwei Pedalwerken. Das Instrument ist auf drei Gehäuse im Kirchenraum verteilt: Auf den beiden Sängertribünen befinden sich in barocken Gehäusen, neben Teilen des Pedalwerkes, das Espressivo (III. Manualwerk) bzw. die beiden Solowerke (des IV. Manuals). In der Apsis sind das Positivo aperto (nebst eigenem kleinen Pedalwerk), das Hauptwerk (Grand' Organo) sowie die übrigen Register des Pedalwerkes untergebracht. Die Orgel lässt sich von einem mobilen Spieltisch im Kirchenraum anspielen. Die Spiel- und Registertrakturen sind elektrisch.
| I Positivo aperto |                 |       |
| 1.                | Principale      | 8′    |
| 2.                | Bordone         | 8′    |
| 3.                | Ottava          | 4′    |
| 4.                | Flauto armonico | 4′    |
| 5.                | Flauto          | 4′    |
| 6.                | Decimaquinta    | 2′    |
| 7.                | Decimanona      | 1 ⁄3′ |
| 8.                | Ripieno III     |       |
| 9.                | Sesquialtera II |       |
| 10.               | Tromba          | 8′    |

| Pedale (Pos. aperto) |         |     |
| 11.                  | Bordone | 16′ |
| 12.                  | Bordone | 8′  |
| 13.                  | Flauto  | 4′  |

| II Grand'Organo |                   |       |
| 14.             | Principale        | 16′   |
| 15.             | Principale        | 8′    |
| 16.             | Flauto            | 8′    |
| 17.             | Dulciana          | 8′    |
| 18.             | Voce umana        | 8′    |
| 19.             | Ottava            | 4′    |
| 20.             | Flauto            | 4′    |
| 21.             | Duodecima         | 2 ⁄3′ |
| 22.             | Decimaquinta      | 2′    |
| 23.             | Decimanona        | 1 ⁄3′ |
| 24.             | Ripieno grave III |       |
| 25.             | Ripieno acuto IV  |       |
| 26.             | Cimbalo II        |       |
| 27.             | Cornetto IV       |       |
| 28.             | Tromba squillo    | 8′    |
| 29.             | Cromorno          | 8′    |

| III Espressivo |                    |        |
| 30.            | Bordone            | 16′    |
| 31.            | Principale         | 8′     |
| 32.            | Bordone            | 8′     |
| 33.            | Corno camoscio     | 8′     |
| 34.            | Ottava             | 4′     |
| 35.            | Nazardo            | 2 ⁄3′  |
| 36.            | Decimaquinta       | 2′     |
| 37.            | Flautino           | 2′     |
| 38.            | Decimino           | 1 3⁄5′ |
| 39.            | Ripieno IV         |        |
| 40.            | Concerto viole III |        |
| 41.            | Clarinetto         | 8′     |
|                | Tremolo            |        |

| IV Solo espressivo |                 |       |
| 42.                | Eufonio         | 8′    |
| 43.                | Gamba           | 8′    |
| 44.                | Voce celeste    | 8′    |
| 45.                | Arpa            | 8′    |
| 46.                | Fugara          | 4′    |
| 47.                | Flauto traverso | 4′    |
| 48.                | Ottavino        | 2′    |
| 49.                | XV              | 2′    |
| 50.                | XIX             | 1 ⁄3′ |
| 51.                | XXII            | 1′    |
| 52.                | Pienino II      |       |
| 53.                | Oboe            | 8′    |
|                    | Campane         | 8′    |
|                    | Tremolo         |       |

| IV Corale espressivo |               |       |
| 54.                  | Corno dolce   | 8′    |
| 55.                  | Flauto camino | 4′    |
| 56.                  | Flauto in XII | 2 ⁄3′ |
| 57.                  | Flautino      | 2′    |
| 58.                  | Regale        | 16′   |
| 59.                  | Voce corale   | 8′    |
| 60.                  | Coralino      | 4′    |

| Pedale |              |        |
| 61.    | Contrabbasso | 16′    |
| 62.    | Subbasso     | 16′    |
| 63.    | Violone      | 16′    |
| 64.    | Basso        | 8′     |
| 65.    | Cello        | 8′     |
| 66.    | Bordone      | 8′     |
| 67.    | Quinta       | 5 1⁄3′ |
| 68.    | Ottava       | 4′     |
| 69.    | Ripieno VI   |        |
| 70.    | Bombarda     | 16′    |
| 71.    | Tromba       | 8′     |
| 72.    | Clarone      | 4′     |
|        | Campane      | 8′     |